# 波恩-莱茵-锡格应用技术大学
波恩-莱茵-锡格应用技术大学（Hochschule Bonn-Rhein-Sieg）是1995年通过北莱茵-威斯特法伦州立项建立。届时，它是德国第52个，同时也是最年轻的国家承认的应用技术大学。它的前身是Fachhochschule Bonn-Rhein-Sieg。学校分三个校区：圣奥古斯丁校区,莱茵巴赫校区和亨内夫校区。圣奥古斯丁校区以理工学科为主、莱茵巴赫校区以经济管理为主。但化工系和自然科学院亦在莱茵巴赫。亨内夫校区则以社会保障学为主。圣奥古斯丁在波恩市的东面，莱茵巴赫在波恩的西南。

## 院系
自2006年8月起

### 经济学院（圣奥古斯丁校区）
- 经济学本科
- 应用经济学Diplom

### 信息学院
- 计算机科学与工程本科
- 计算机科学与工程硕士
- 自动系统与科学硕士
- 通信系统与网络工程硕士

### 电子工程、机械工程与新闻技术学院
- 电子工程
- 机械制造
- 新闻技术
- 机电工程

### 经济学院（莱茵巴赫校区）
- 经济管理本科
- 经济管理硕士

### 应用科学学院
- 应用生物学本科
- 生物生化学本科
- 化学与材料科学本科

### 交叉学科学院
- 经济信息学

### 社会保障学院（亨内夫校区）
- 社会保障

## 学生生活
一年一度的“企业日”（Unternehmenstag）时众多德国知名企业会在校园内设立展点，学生通过这个人才平台可以有效地与中意的企业沟通，从而找到实习或者第一份工作。
学校的硕士专业自主控制科学与工程（Autonomus Systems）与波恩-亚琛国际信息科技中心（Bonn-Aachen International Center for Information Technology）、夫琅禾费协会IAIS合作，专业面向人工智能和移动机器人等领域。